# Norio Sasaki
Norio Sasaki (佐々木 則夫, Sasaki Norio, Obanazawa, 24 mei 1958) is een Japans voormalig voetballer en trainer.

## Carrière
Sasaki begon zijn carrière in 1981 bij NTT Kanto, de voorloper van Omiya Ardija. In 1991 beëindigde hij zijn carrière als voetballer.
In 1997 werd Sasaki coach van Omiya Ardija. In 2006 werd hij aangesteld als coach van het Japans vrouwenvoetbalelftal onder 17. In 2007 werd hij aangesteld als coach van het Japans vrouwenvoetbalelftal onder 20. In december 2007 werd hij aangesteld als coach van het Japans vrouwenvoetbalelftal. Hij gaf leiding aan het Japans elftal, dat deelnam aan de Olympische Zomerspelen in 2008, 2012 en het wereldkampioenschappen in 2011 en het 2015.